# Saxonia
Saxonia (în germană Sachsen oficial Freistaat Sachsen, în limba sorabă Swobodny stat Sakska) este un land în Germania situat în estul țării, la granița cu Republica Cehă și Polonia. Landul a fost reînființat după reunificarea Germaniei în 1990 și ocupă aproximativ același teritoriu cu regatul Saxonia, care a existat până în 1918. Cuvântul Freistaat („republică”; literal „stat liber”) din denumirea oficială a Saxoniei reliefează în mod expres faptul că landul Saxonia este membru liber și egal al federației. Denumirea de Freistaat se regăsește și în denumirea oficială a Bavariei, respectiv în cea a Turingiei.

## Istoric
Primul stat medieval saxon s-a format în Evul Mediu Timpuriu și a ajuns să crească acoperind o mare parte a nordului Germaniei. El acoperea zona landurilor germane Saxonia Inferioară, Renania de Nord-Westfalia, Schleswig-Holstein și Saxonia de azi. Saxonii s-au convertit la creștinism în această perioadă.
Teritoriul Saxoniei a devenit parte din Sfântul Imperiu Roman în secolului al 10-lea. Dinastia Billungs, o familie nobilă saxonă a primit feude extinse în Saxonia. Împăratul (romano-german) le-a dat în cele din urmă titlul de Duci ai Saxoniei. Ducele Magnus a murit în 1106, provocând dispariția dinastiei Billungs.
În 1485 Saxonia a fost împărțită. O linie colaterale ale principilor Wettin au primit ceea ce mai târziu a devenit Thuringia și a fondat mai multe state mici (ducate) acolo. Restul statului saxon a devenit  mai puternic, devenind cunoscut în secolul 18 pentru realizările sale culturale, deși era, din punct de vedere politic, inferior Prusiei și Austriei.
În 1756 Saxonia s-a alăturat coaliției  Austriei, Franței și Rusiei împotriva Prusiei. Frederic al II-lea al Prusiei s-a decis să atace preventiv și a invadat Saxonia, în august 1756. Prusacii au învins rapid pe saxoni și au încorporat  armata saxonă (săsească) în armata prusacă. La sfârșitul războiului, Saxonia a redevenit independentă.
În 1806 împăratul francez Napoleon a desființat Sfântul Imperiu Roman (Imperiul romano-german) și a decretat Saxonia un regat în sine. Regele Frederic August I a rămas fidel lui Napoleon în timpul războaielor care au cuprins Europa în anii următori, el a fost luat prizonier și teritoriile sale declarate reținute de aliați în 1813, care  intenționau anexarea Saxoniei la Prusia, plan ce a întâmpinat opoziție. În cele din urmă  Austria, Franța, și Regatul Unit au pus la cale un plan: restaurarea lui Frederick Augustus la scaunul lui de domnie, în urma Congresului de la Viena. În acel moment, în 1815, Saxonia a fost forțată să cedeze partea sa de nord Prusiei. Aceste terenuri au devenit provincia prusacă Saxonia. Rămășița Regatului Saxoniei a fost aproximativ identică cu landul actual Saxonia.
Între timp, în 1815, partea de sud a Saxoniei s-a alăturat Confederației Germane. În politica  Confederației, Saxonia a fost umbrită de Prusia. Regele Anton al Saxoniei a venit la putere  în anul 1827. La scurt timp după aceea, presiunile liberale în Saxonia au crescut și a izbucnit în 1830 o răscoală. Revoluția din Saxonia a dus la o Constituție pentru (statul) Saxonia, care a servit ca bază pentru guvernarea ei până în 1918.
În timpul revoluțiilor 1848-1849  din Germania, Saxonia a devenit un focar de revoluționari, cu anarhiști, cum ar fi Mihail Bakunin și democrați, inclusiv Richard Wagner și Gottfried Semper care iau parte la revolta din Dresda, în luna mai 1849. Revolta din mai din Dresda  a obligat pe regele Frederick Augustus al al II-lea al Saxoniei să facă reforme în guvernul săsesc (saxon).
În 1854 fratele lui Frederic August al II-lea, regele Ioan al Saxoniei, a urmat la tron. Regele Ioan a urmat o politică federalistă și pro-austriacă la începutul anilor 1860 până la izbucnirea războiului austro-prusac. În timpul războiului, trupele prusace au trecut prin Saxonia fără luptă și au invadat apoi Boemia austriacă. După război, Saxonia a fost nevoită să plătească o despăgubire și să se alăture Confederației Germane de Nord în 1867. Prusia a preluat controlul asupra sistemului statal saxon. În războiul franco-prusac din 1870, trupele saxone au luptat împreună cu cele prusace și cu alte trupe germane împotriva Franței. In 1871, Saxonia a aderat la Imperiul german nou format.
În timpul regimului nazist german, Saxonia a pierdut în anul 1934 dreptul de a se numi Freistaat. În 1945, o parte din Saxonia a devenit de zonă de ocupație sovietică, iar regiunea din estul râului Neisse, la Zittau, și provincia Silezia au fost alipite Poloniei. La 7 Octombrie 1949 Saxonia a devenit provincie a Republicii Democrate Germane.
În 1990, după reunificarea Germaniei, statutul Saxoniei a fost stabilit după statutul celorlalte landuri germane, în conformitate cu prevederile constituției vest-germane, devenită Lege fundamentală (Constituție) și pentru  fostele provincii ale RDG. Până la reforma administrativă din 2008, Saxonia era împărțită în 22 districte rurale și 7 orașe-district. Actualmente, Saxonia se împarte în 10 districte și 3 orașe-district.

Împărțirea administrativă a Saxoniei

### Districtele (în germanăLandkreis) Saxoniei
- Bautzen (Budyšin) (BZ)
- Erzgebirgskreis (ERZ)
- Görlitz (Zhorjelc) (GR)
- Leipzig (L)
- Meißen (MEI)
- Mittelsachsen (FG)
- Nordsachsen (TDO)
- Sächsische Schweiz-Osterzgebirge (PIR)
- Vogtlandkreis (V)
- Zwickau (Z)

### Orașe-district (în germanăkreisfreie Stadt) în Saxonia
- Chemnitz (C)
- Dresden (Dresda) (DD)
- Leipzig (Lipsca) (L)